# Urosticte
Urosticte es un género de aves apodiformes de la familia Trochilidae —los colibríes—que agrupa a dos especies nativas de América del Sur, cuyas áreas de distribución a lo largo de la cordillera de los Andes se encuentran entre el centro oeste de Colombia y el norte de Perú. A sus miembros se les conoce por el nombre común de colibríes puntablanca o puntiblancas.

## Características
Los colibríes de este género miden entre 8,8 y 9,3 cm de longitud los machos y entre 8 y 8,5 cm las hembras. Los machos presentan una cola de características muy peculiares, es larga, negro-verdosa y muy furcada, con timoneras centrales de ancho ápice blanco que, al ser más cortas que las externas, dan la impresión de una gran mancha blanca en el medio cuando está cerrada. De coloración general verde brillante, con babero verde oscuro o púrpura resplandeciente, plumas del pecho bordeadas de blanco y corta ceja post-ocular blanca. Las hembras tienen las partes inferiores blancas manchadas de verde y una corta línea malar blanca y carecen de puntas blancas en las rectrices centrales, pero tienen las timoneras centrales con ápices blancos.

## Taxonomía
El género Urosticte fue propuesto por el ornitólogo británico John Gould en 1853, la especie tipo originalmente designada por monotipia fue Trochilus benjamini, actual Urosticte benjamini.
La especie U. ruficrissa fue alternativamente tratada por diversos autores como especie plena o como una subespecie de U. benjamini. En la Propuesta No 141 al Comité de Clasificación de Sudamérica (SACC) se reconoció el estatus de especie separada y al mismo tiempo se mantuvo el estatus de  taxón inválido de intermedia, con aparentes características intermediarias entre las dos especies, como un sinónimo posterior de U. ruficrissa.

### Etimología
El nombre genérico femenino «Urosticte» se compone de las palabras del griego «oura» que significa ‘cola’, y «stiktos» que significa ‘manchado’.

## Lista de especies
Según las clasificaciones del Congreso Ornitológico Internacional (IOC) y Clements Checklist/eBird, el género agrupa a las siguientes especies con el respectivo nombre popular de acuerdo con la Sociedad Española de Ornitología (SEO)::
| Imagen | Nombre científico    | Autor            | Nombre común                   | Estado de conservación | Distribución |
| ------ | -------------------- | ---------------- | ------------------------------ | ---------------------- | ------------ |
|        | Urosticte benjamini  | (Bourcier), 1851 | colibrí puntablanca occidental | LC                     |              |
|        | Urosticte ruficrissa | Lawrence, 1864   | colibrí puntablanca oriental   | LC                     |              |